# Giovanni Paolo Cavagna
Giovanni Paolo Cavagna lub Gian Paolo Cavagna (ur. w 1550 r., zm. 20 maja 1627 r.) – włoski malarz tworzący w stylu późnego renesansu, działał głównie w okolicach Bergamo.

## Życiorys

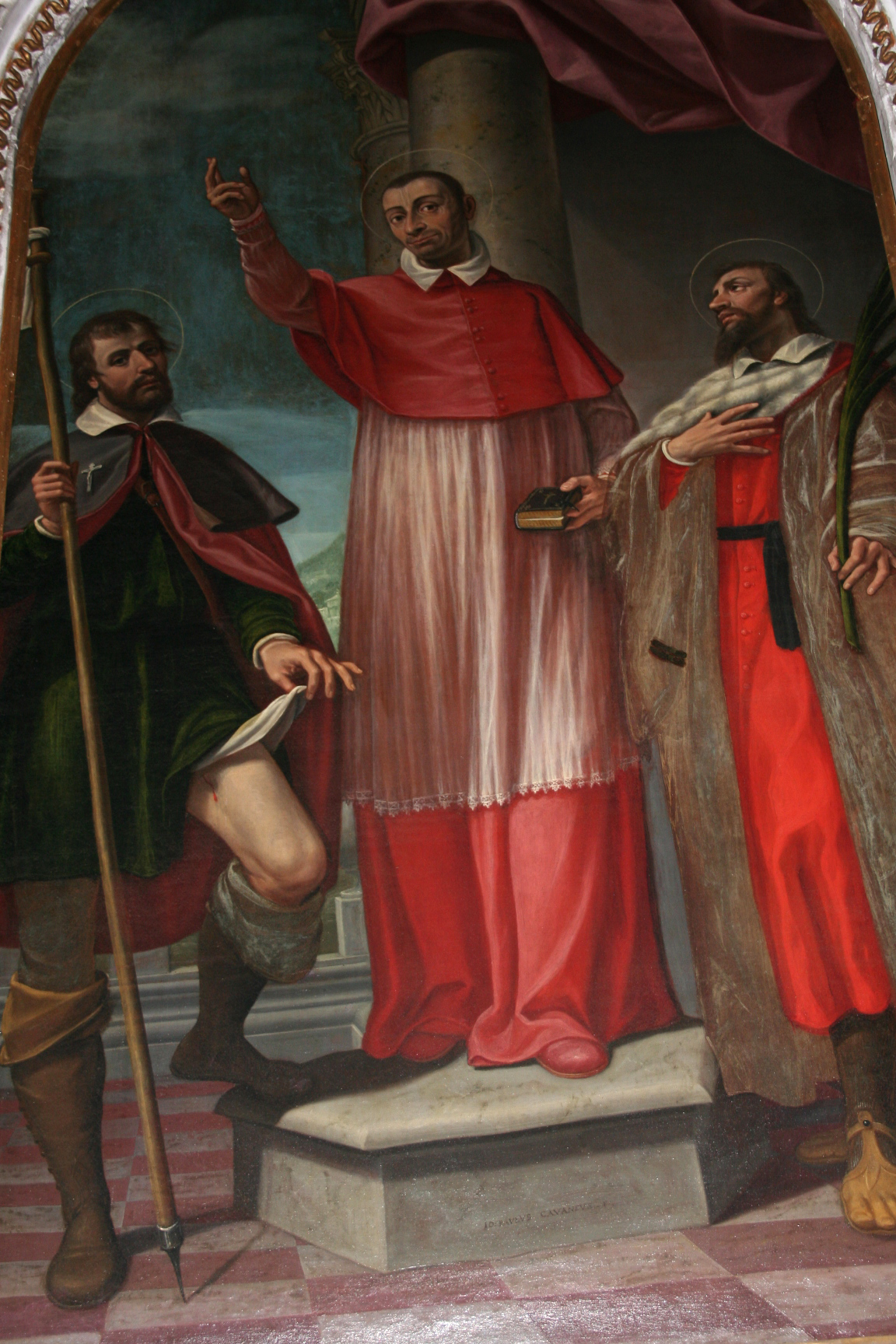
Giovanni Paolo Cavagna, Święci Roch, Karol Boromeusz i Pantaleon

Był uczniem Giovanniego Battisty Moronego. Na jego styl duży wpływ wywarły dzieła Tintoretta, Jacopa Bassana i Paola Veronesego. Podejmował się głównie tematyką religijną oraz portretem.
Do jego najważniejszych zachowanych dzieł o tematyce sakralnej zaliczany jest obraz ołtarzowy Madonna z Dzieciątkiem adorowana przez świętych Karola i Katarzynę znajdujący się w kościele San Rocco w Bergamo oraz Manna z Nieba i Ostatnia Wieczerza (kościół San Martino w Treviglio), a także Estera przed Aswerusem (Bazylika Santa Maria Maggiore w Bergamo) oraz Koronacja Najświętszej Maryi Panny wykonany dla kościoła San Giovanni Battista w Casnigo. W portretach widoczne są wpływy Sofonisby Anguissoli. 
Jego syn Francesco zwany Cavagnuola także był malarzem.